# Zagloba hystrix
Zagloba hystrix är en skalbaggsart som beskrevs av Thomas Casey 1899. Zagloba hystrix ingår i släktet Zagloba och familjen nyckelpigor. Inga underarter finns listade i Catalogue of Life.